# Średnia Wieś (Lublin)
Pour les articles homonymes, voir Średnia Wieś.
Średnia Wieś (prononciation : [ˈɕrɛdɲa ˈvjɛɕ]) est un village polonais de la gmina de Żółkiewka dans le powiat de Krasnystaw de la voïvodie de Lublin dans l'est de la Pologne.
Il se situe à environ 2 kilomètres au sud de Żółkiewka (siège de la gmina), 26 kilomètres au sud-ouest de Krasnystaw (siège du powiat) et 43 kilomètres au sud-est de Lublin (capitale de la voïvodie).

## Histoire
De 1975 à 1998, le village est attaché administrativement à la Voïvodie de Zamość.

Depuis 1999, il fait partie de la nouvelle voïvodie de Lublin.